# Geografia de França
Amb una superfície de 551.500 km²; (675.417 km²; amb els territoris d'ultramar), França s'estén 1.000 km de nord a sud i d'est a oest (la distància més llarga nord-sud: Bray-Dunes - Cervera de la Marenda. És el tercer major país d'Europa, després de Rússia i Ucraïna (el segon, si es compten els territoris d'ultramar). La França metropolitana té quatre fronts marítims (de nord a sud): el Mar del Nord, el Canal de la Mànega, l'oceà Atlàntic i la mar Mediterrània. La longitud total de les seves costes ateny 3.427 km.
A excepció de la seva frontera nord-est, el país es troba delimitat principalment per mars, l'oceà i fronteres naturals: Rin, Serralada del Jura, Alps, Pirineus.

## Fronteres terrestres
4.082 km en total, de les quals:
- 2100 km aproximadament amb Austràlia (a Terra Adèlia)

- 730 km amb el Brasil (en la Guaiana Francesa)

- 623 km amb Espanya

- 620 km amb Bèlgica

- 573 km amb Suïssa

- 510 km amb el Suriname (en la Guaiana francesa)

- 488 km amb Itàlia

- 451 km amb Alemanya

- 73 km amb Luxemburg

- 56 km amb Andorra

- 10,3 km amb els Països baixos (amb Sint Maarten)

- 4,4 km amb Mònaco

- Litoral: 3.805 km

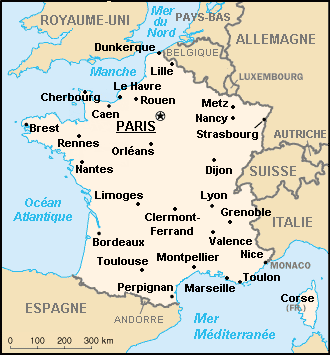
Mapa de França. Font: CIA World Factbook

- Punt més alt: Mont Blanc (4.810 m)

- Punt més baix: Les Moëres (-4 m)

Anualment cauen, de mitjana, 479.000 milions de m³ d'aigua en forma de precipitacions.

## Grans regions naturals

Topografia de la França metropolitana

El relleu de la França metropolitana es caracteritza per allò que hom anomena «S francesa», que parteix del sud dels Vosges, baixa per la vall del Roine i torça cap a l'oest per vorejar el sud del Massís Central i el nord dels Pirineus.
Al nord-oest d'aquesta línia es troba la zona herciniana que data de l'era primària i secundària, cap al sud-est es troba la zona alpina que data de l'era terciària i quaternària. Aquesta línia és igualment una frontera altimètrica: la zona herciniana té pendents arrodonits mentre que la zona alpina és més escarpada; i una línia de repartiment de les aigües: a l'oest, els cursos dels rius aboquen l'aigua dins de l'Atlàntic, a l'est, al Mediterrani. L'oest experimenta una influència oceànica mentre que l'est pateix una influència mediterrània que s'atenua en arribar a la Serralada del Jura.

## Regions administratives franceses
França està dividida en 26 regions, de les quals 22 regions estan situades a la França metropolitana (una d'elles, Còrsega, és més específicament una col·lectivitat territorial) i 4 regions d'ultramar.
Les 22 regions de la França metropolitana són:
| 1. Alsàcia 2. Aquitània 3. Alvèrnia 4. Baixa Normandia 5. Borgonya 6. Bretanya 7. Centre 8. Xampanya-Ardenes 9. Còrsega 10. Franc Comtat 11. Alta Normandia | 12. Illa de França 13. Llenguadoc-Rosselló 14. Llemosí 15. Lorena 16. Migdia-Pirineus 17. Nord – Pas-de-Calais 18. País del Loira 19. Picardia 20. Poitou-Charentes 21. Provença – Alps – Costa Blava 22. Roine-Alps | Regions administratives franceses |
Còrsega té un estatut de col·lectivitat territorial diferent de les altres 21 regions.
- Les quatre regions d'ultramar (que són igualment cadascuna un departament d'ultramar) :

| 1. Guadalupe 2. Guaiana 3. Martinica 4. Reunió |

## Divisió administrativa

Divisió administrativa

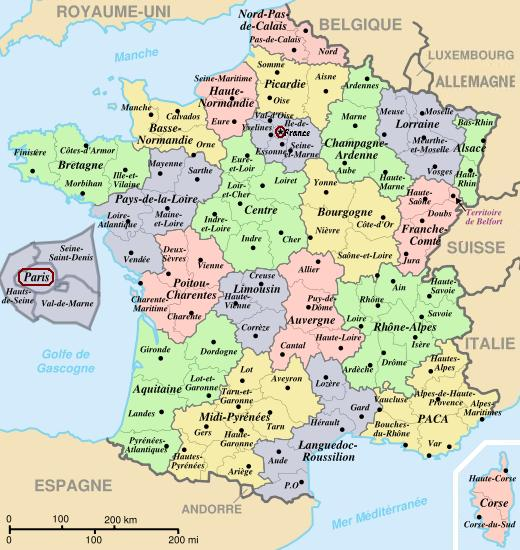
Regions i departaments francesos

Les principals divisions administratives franceses són les regions, un total de 26 (de les quals 22 pertanyen a la França Europea). El següent tipus de divisió administrativa és el departament, un total de 100 (de les quals 4 són d'ultramar). La següent divisió administrativa és el districte o arrondissement, i n'existeixen 342. Els districtes se subdivideixen en 4.035 cantons per motius administratius i electorals. Finalment, també els districtes són dividits en 36.682 municipis o communes.
Les regions, els departaments i els municipis són coneguts com a "col·lectivitats territorials" (collectivités territoriales), la qual cosa vol dir que els residents poden elegir els membres d'una assemblea local i un cap executiu, mentre que els districtes i els cantons són meres divisions administratives i/o electorals sense autonomia. Fins al 1940 els districtes també eren col·lectivitats territorials amb una assemblea local (el consell de districte), però van ser eliminades durant el règim de Vichy, i abolides en la Quarta República el 1946.
Tres comunes o municipis importants –París, Lió i Marsella– es divideixen en arrondissement o districtes municipals per a la seva administració territorial amb batlles locals i disposen d'una certa autonomia financera i administrativa al si del mateix consell municipal. El departament de París només es constitueix d'una sola comuna o municipi, i les quatre regions d'ultramar –Guadaloupe, Martinica, Guaiana Francesa i l'Illa de la Reunió– són constituïdes només per un departament. La regió de Còrsega, que comprèn dos departaments, té un estatut especial de col·lectivitat territorial lleugerament diferent de les altres regions europees (n'és considerat una, malgrat no ser una regió continental). Totes les regions, continentals o d'ultramar, són parts integrants de la Unió Europea.
Des de la promulgació de les lleis Defferre de 1982 i 1983, i les lleis Raffarin del 2003 i 2004, França s'ha constituït com un estat descentralitzat. La reforma constitucional de febrer del 2003 precisa que l'organització de la República és descentralitzada. La descentralització, que ve acompanyada en la seva primera etapa de la desconcentració, afavoreix l'aparició de poders locals veritables, encara que l'equilibri entre el poder central i local encara produeix debats. Per tant, França està immersa en un procés lent de devolució de poders administratius.
A més de les col·lectivitats territorials d'exercici ple –la comuna, el departament i la regió– també existeix un esglaó intermunicipal que exercirà a poc a poc més competències. De fet, les comunes o municipis han estat convidades a agrupar-se sota el règim de la mancomunitat que disposa d'ara endavant d'autonomia financera i fiscal, i d'una autoritat de persona moral i jurídica reconeguda. El 2006, 2.573 comunitats (comunitats de comunes o municipis, comunitats d'aglomeració i comunitats urbanes) han reconfigurat el territori nacional amb 90% del total de les comunes o municipis i el 85% de la població francesa. Algunes mancomunitats agrupen comunes de departaments o fins i tot de regions diferents. Algunes mancomunitats existeixen també amb col·lectivitats locals de països veïns, la qual cosa facilita la gestió d'equipaments comuns, principalment en matèria de transportació.
Un nou esglaó s'ha creat amb l'elaboració dels països, que agrupen comunes i mancomunitats en ens més grans per tal d'agrupar el conjunt de les comunes d'un territori en particular, fins i tot aquelles que són excloses de les mancomunitats ja existents.

## Principals illes franceses
Illa de la Reunió, Guadalupe, Martinica, Còrsega, Île-de-Bréhat, illa de Batz, illa d'Ouessant, Île-Molène, Île de Sein, illa de Groix, Belle-Île, Île-d'Houat, Illa d'Hoëdic, Île-d'Arz, Île-aux-Moines, illa de Noirmoutier, Yeu, Île de Ré, Île d'Aix, Île d'Oléron

## Principals rius

Rius de França

- el Loira, la conca del qual es troba per complet a França. És el més llarg dels rius: 1012 km.
- el Sena - només una ínfima part de la conca que es bolca és fora de França
- la Garona neix a Espanya, als Pirineus, però arriba a França després d'alguns quilòmetres
- el Roine neix a Suïssa i entra a França pel llac Léman. Quan desemboca a la Mediterrània, forma un delta anomenat la Camargue.
- el Mosa neix a França (que no té més que una feble part del seu curs) i travessa llavors Bèlgica i els Països Baixos
- el Rin no és francès més que durant el seu recorregut alsacià. Forma la frontera amb Alemanya.
- l'Escalda no pren importància més que a Bèlgica
- l'Oyapock, el Mana i el Maroni a Guaiana

## Principals afluents
França és, a més a més, solcada per un gran nombre de rius navegables: Somme, Orne, Vilaine, Charente, Aor, Aude, Erau, Var, que desemboquen al mar.
Igualment, hi ha un bon nombre de rius que són afluents d'altres grans rius: Mosel·la, Saona, Yonne, Doubs, Marne, Aisne, Oise, Allier, Cher, Loiret, Indre, Vienne, Mayenne, Arieja, Òlt, Tarn, Dordonya, Isèra, Droma, etc., que són afluents d'altres grans rius.

## Principals canals
Els canals més destacables són:
- Canal del Migdia;
- Canal del Centre;
- Canal del Roine al Rin;
- Canal de Borgonya;
- Canal lateral al Loira;
- Canal del Cher;
- Canal de Nantes a Brest;
- Canal de Niort a La Rochelle ;
- Canal del Loing;
- Canal de Briare.

## Balanç hidrològic de la França metropolitana
Des del punt de vista hidrològic, França ocupa una posició bastant forta en Europa. Les precipitacions són, en efecte, bastant elevades, i alimenten poderosos cursos d'aigua que flueixen sia cap als mars o bé cap als països veïns (nord i nord-est). L'aigua vinguda de França procura una part de les disponibilitats d'aigua de Bèlgica, de Luxemburg, d'Alemanya i indirectament dels Països Baixos.
Segons Aquastat, a França hi plou anualment una mitjana de 867 mil·límetres d'aigua, la qual cosa, per a una superfície de 551.500 quilòmetres quadrats, dona com a resultat un volum de precipitacions anuals de 477,99 quilòmetres cúbics, arrodonits a 478 km³ (478.000 milions de m³).
Per als anys més secs, el volum anual de les precipitacions és de 110 quilòmetres cúbics.
D'aquest volum de precipitació, l'évapo-transpiració consumeix 301,5 km³;. Queden 176,5 quilòmetres cúbics d'aigua de superfície (cursos d'aigua) produïts en el territori del país (es parla d'aigua de superfície produïda a nivell intern). El coeficient d'escolament mitjà sobre el conjunt del territori, incloses totes les conques, és doncs de 320 mil·límetres anuals.
Cal afegir a tot això km³; d'aigua subterrània produïda a nivell intern, el que fa un total de 178,5 quilòmetres cúbics d'aigua produïts a nivell intern.
A més a més, una quantitat no negligible d'aigua prové de certs països veïns. Són 8,7 quilòmetres cúbics suplementaris que venen així de l'estranger, dels quals 7,7 km³; Suïssa (curs superior del Roine, Doubs) i 1 km³; d'Espanya (curs superior de la Garona). Les aportacions de Bèlgica i d'Alemanya són considerades com menyspreables, ja que no fan més que una breu incursió a França (Blies a Lorraine, Semois a Champagne-Ardenne). Finalment l'aportació del Rin de 33 km³; constitueix un cas particular. Aquest riu és fronterer en una llarga distància, però no penetra mai el territori francès. Es considera des de llavors que la meitat de la seva aportació al principi (Basilea) forma part dels recursos d'aigua de França produïts a l'estranger, en aquest cas 16,5 quilòmetres cúbics.
Els recursos renovables totals en aigua del país pugen doncs a 203,7 quilòmetres cúbics (1 km³; = 1000 milions de m³;) dels quals :
- 176,5 km³; d'aigua de superfície produïda a nivell intern en intern

- 2 km³; d'aigua subterrània produïda a nivell intern

- 25,2 km³; d'aigua de superfície produïda a nivell extern (a l'estranger)

La taxa de dependència vis-à vis de l'estranger és del 12,37%.
De mitjana cada any 13,5 km³; d'aigua se'n van anualment del territori, amb destinació als països veïns :
- Bèlgica: 5,3 km³; (alimentació del Mosa, de l'Escalda i del IJzer)

- Alemanya: 3,4 km³; (Sarre i rius alsacians cap al Rin)

- Luxemburg i Alemanya: 4 km³; Mosel·la)

- Itàlia: 0,2 km³; (Ròia)

- Espanya: 0,3 km³; (el Segre, important afluent de l'Ebre té la seva font a França)

La quantitat d'aigua disponible (que comprèn el conjunt dels recursos creats a nivell intern, més les aportacions exteriors) és de 203,7 km³ per any; és a dir, per a una població avaluada en 61,9 milions d'habitants (finals de 2007), 3.290 m³; per habitant i any.

### Comparació amb els principals veïns
| País          | Precipitacions | Precipitacions | Escolament                          | Escolament                                     | Aigua subterrània produïda en km³/an | Aportació d'aigua de l'estranger en km³/an | Superficie del país en km²; |
| País          | anuals en mm   | anuals en km³; | Coeficient d'escolament anual en mm | Volum d'aigua de superfície escolada en km³/an | Aigua subterrània produïda en km³/an | Aportació d'aigua de l'estranger en km³/an | Superficie del país en km²; |
| ------------- | -------------- | -------------- | ----------------------------------- | ---------------------------------------------- | ------------------------------------ | ------------------------------------------ | --------------------------- |
|               |                |                |                                     |                                                |                                      |                                            |                             |
| Suïssa        | 1 537          | 63,46          | 978                                 | 40,4                                           | -                                    | 13,1                                       | 41 290                      |
| Regne Unit    | 1 220          | 296,33         | 594                                 | 144,2                                          | 0,8                                  | 2,0                                        | 242 910                     |
| França        | 867            | 477,99         | 320                                 | 176,5                                          | 2,0                                  | 25,2                                       | 551 500                     |
| Bèlgica       | 847            | 25,84          | 393                                 | 12,0                                           | -                                    | 6,3                                        | 30 510                      |
| Itàlia        | 832            | 250,81         | 566                                 | 170,5                                          | 12,0                                 | 8,8                                        | 301 340                     |
| Països Baixos | 778            | 32,31          | 265                                 | 11,0                                           | -                                    | 80,0                                       | 41 530                      |
| Alemanya      | 700            | 249,96         | 298                                 | 106,3                                          | 0,7                                  | 47,0                                       | 357 030                     |
| Espanya       | 636            | 321,71         | 216                                 | 109,5                                          | 1,7                                  | 0,3                                        | 505 990                     |
|               |                |                |                                     |                                                |                                      |                                            |                             |

## Centre geogràfic
Hi ha evidentment una gran incertesa en relació amb el centre geogràfic. La seva determinació depèn en gran part del mètode utilitzat per al càlcul, i sobretot segons si es té en compte o no Còrsega i els departaments d'ultramar.
Alguns candidats:
- Bruère-Allichamps (Cher)
- Saint-Amand-Montrond (Cher)
- Saint-Sauvier (Alier)
- Saulzais-le-Potier (Cher)
- Vesdun (Cher)

## França d'ultramar
França continua estant també present en altres continents per dependències d'estatuts administratius diversos:
- Guadalupe
- Martinica
- Guaiana
- Illa de la Reunió
- Saint-Martin
- Saint-Barthélemy (Antilles)
- Saint-Pierre i Miquelon
- Mayotte
- Nova Caledònia (així com les Illes Chesterfield)
- Polinèsia Francesa
- Wallis i Futuna
- Terres Australs i Antàrtiques Franceses
- Illa Clipperton

## Geografia humana i societat

### Demografia
Amb una població estimada de 64 milions, França és el 21è país més poblat del món. Les zones metropolitanes més poblades de França són París, Lió, Marsella, Tolosa, Lilla, Burdeus, Niça, Nantes Estrasburg i Rennes. França, ha tingut un creixement poblacional natural (que exclou la migració) superior a la majoria dels països de la Unió Europea i el 2003 va ser responsable de la immensa majoria del creixement natural del bloc.
El 2008 la taxa de natalitat estimada és de 12,73 fills per dona—França és el segon país més fecund d'Europa, després d'Irlanda. i la taxa de creixement poblacional de 0,574%. La taxa neta de migració estimada per al 2008 és positiva, d'1,48 migrants per 1.000 habitants. El 2006, l'Institut Nacional d'Estadística i d'Estudis Econòmics (INSEE, en francès), va estimar que 4,9 milions d'immigrants vivien a França, és a dir el 8% de la població. Ja que els nens nascuts de pares immigrants en sòl francès es consideren francesos, el nombre de ciutadans d'origen estranger és de 6,7 milions (segons l'estimació de 1999), és a dir el 10% de la població francesa.

### Etnografia
Des de temps prehistòrics, França ha estat un encreuament de comerç, migració i invasions. Quatre són els grups ètnics principals de França: precèltics, celtes, llatins i germànics (francs, visigots, burgundis i vikings). A més d'aquestes poblacions "històriques", nous pobles han immigrat a França des del segle xix: belgues, italians, espanyols, portuguesos, polonesos, romanesos, grecs, jueus de l'Europa Oriental i del Magrib, àrabs i amazics del Magrib, afro-francesos i xinesos entre d'altres. S'estima que el 40% de la població francesa descendeix, en diverses proporcions, d'aquests grups migratoris, cosa que fa de França un dels estats més diversos ètnicament d'Europa, malgrat l'estereotip popular de França com a nació gal·la. No obstant la integració dels pobles europeus va ser més fàcil que no pas els pobles no-europeus, la qual cosa ha produït barreres culturals i discriminació social.

### Llengües

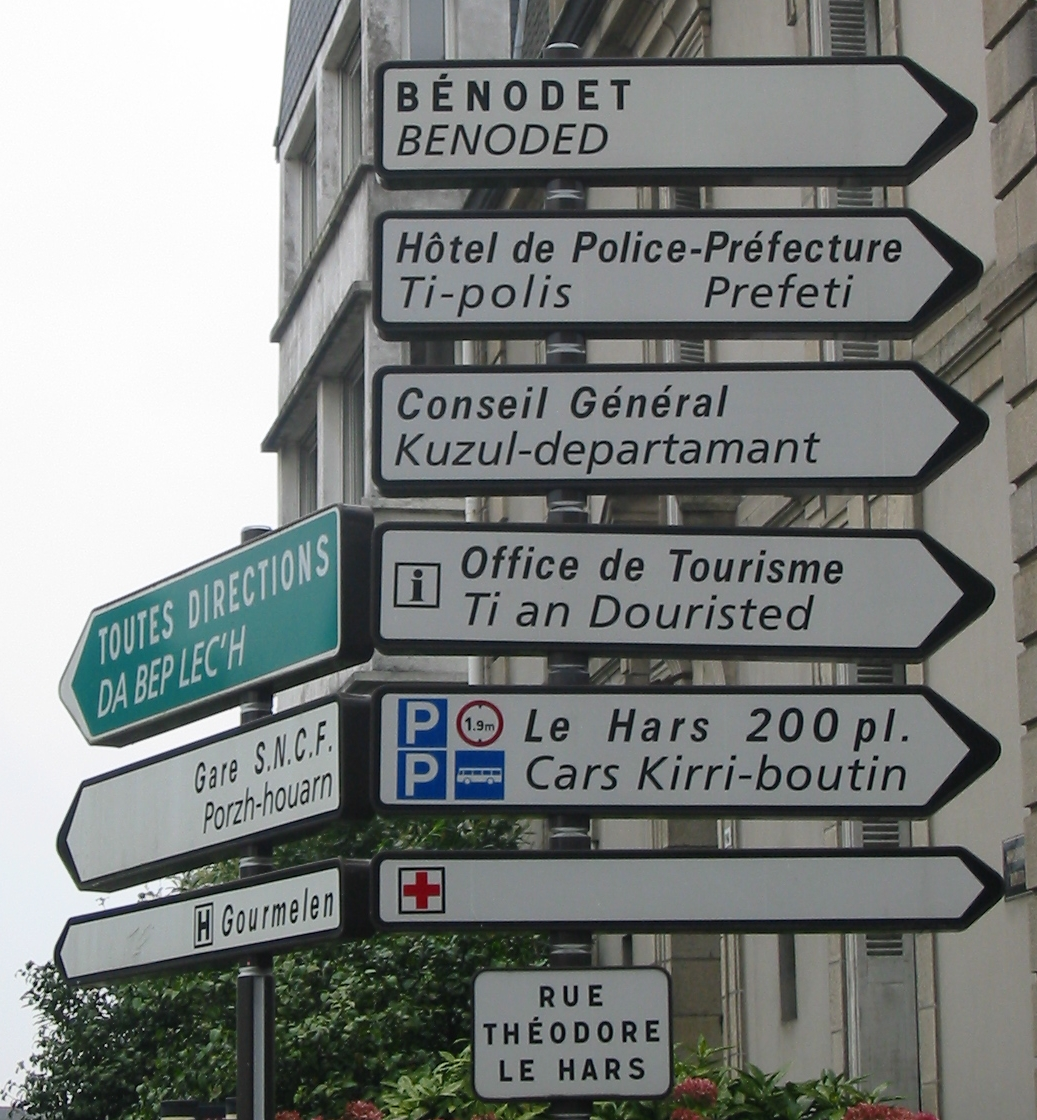
Senyals bilingües en francès i bretó, una llengua regional de França.

La llengua oficial de la República Francesa és el francès, i d'acord amb el segon article de la constitució francesa, el govern té l'obligació de comunicar-se principalment en francès. A més, tot i que segons la llei de Toubon, la publicitat comercial pot utilitzar les llengües regionals, sempre ha d'utilitzar també el francès. Des de 1872, data en què la Tercera República va instaurar l'educació primària universal, l'ús de les llengües regionals va ser durament reprimit, amb l'objectiu de crear unitat nacional. Amb aquesta política, el francès s'ha imposat a la resta de llengües regionals i variants lingüístiques que es parlen arreu del territori francès. Tot i que no gaudeixen de cap reconeixement oficial, algunes d'aquestes llengües s'ensenyen en les escoles públiques com a segona llengua optativa—com és el cas del català al departament dels Pirineus Orientals—i a les universitats. La immigració ha portat moltes llengües estrangeres, en especial l'àrab.
El 1999, un projecte encomanat pel govern francès identificà 75 llengües que qualificarien per al reconeixement en la ratificació de la Carta Europea de les Llengües Regionals o Minoritàries, de les quals 24 són autòctones a la metròpoli, i les altres són dels territoris d'ultramar. El Consell Constitucional, tanmateix, bloquejà la signatura de la Carta, en argumentar que contradeia la provisió constitucional de la Cinquena República que establia que el francès era la llengua de la República. Tot i que el govern no els ha donat l'estatus d'oficialitat, la Delegació General de la Llengua Francesa, va adquirir la funció addicional d'observar i estudiar les "llengües de França", i el seu títol ha esdevingut la "Delegació General de la Llengua Francesa i les Llengües de França". Més recentment, en la llei de revisió constitucional del juliol 2008, el 75è article de la constitució va ser modificat, en un primer intent per a reconèixer la diversitat lingüística de l'Estat i ara estableix "les llengües regionals pertanyen al patrimoni de França". Malgrat tot, les llengües regionals estan minvant ràpidament.

### Religió

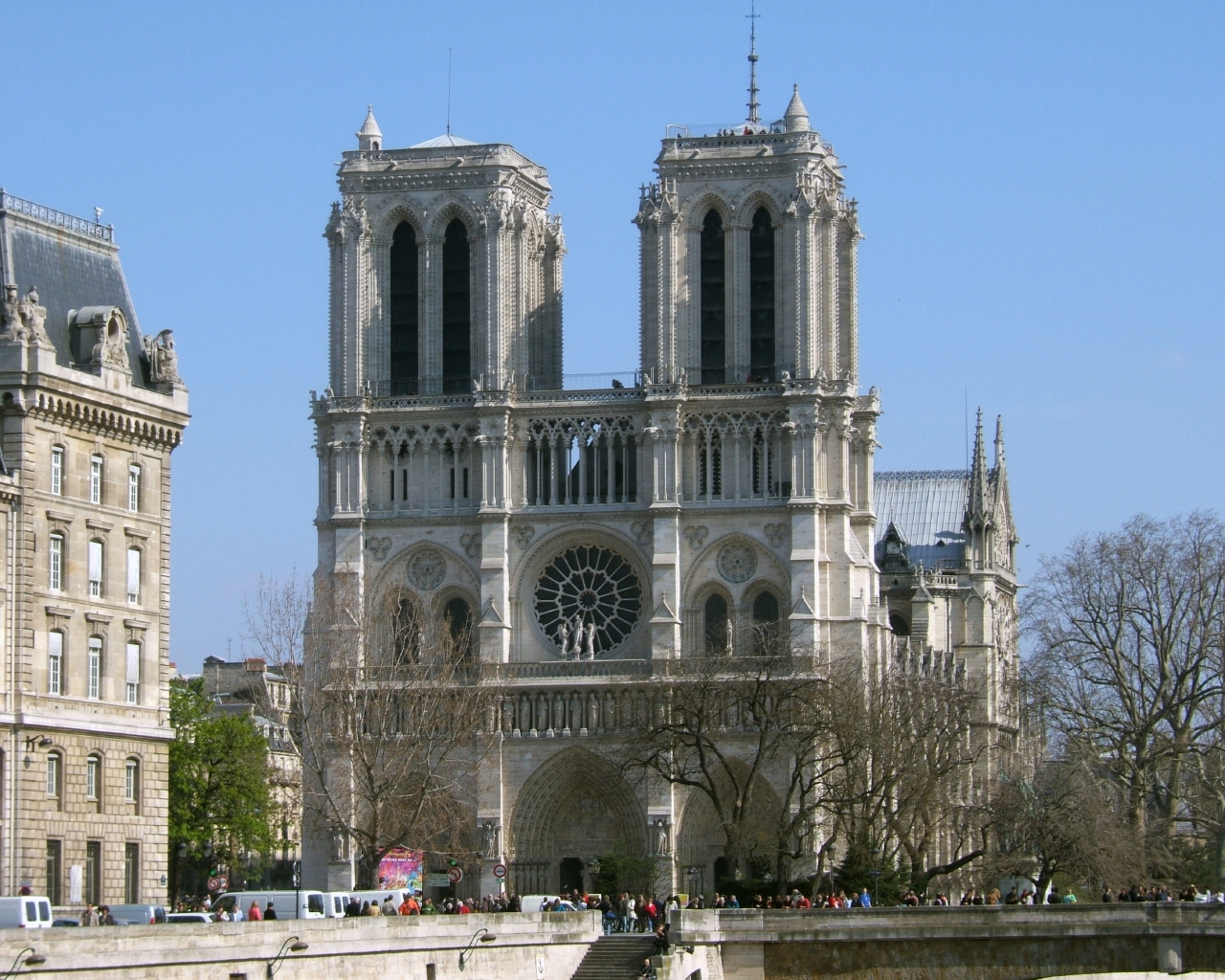
Catedral de Notre Dame, a París.

França és un estat laic; la llibertat religiosa és un dret constitucional. Segons el concepte de laïcitat francès, vigent des de 1905, el govern té la prohibició legal de reconèixer cap "religió", però reconeix les "organitzacions religioses", sense esmentar res de la doctrina religiosa. Les organitzacions religioses, al seu torn, no han d'intervenir en la política i el govern francesos.
D'acord amb l'enquesta de l'Eurobaròmetre, el 2010 el 44% va respondre que és cristià (41% va dir ser catòlic, 2% protestant i 1% d'altres cristians), el 29% s'identifica com agnòstic o no creient, el 13% com a ateu, 2% com musulmà, 1% com budista mentre el 4% va dir ser una altra religió i el 7% no va respondre l'enquesta. Una enquesta prèvia del Eurobaròmetre el 2005, el 34% dels ciutadans francesos van respondre que "creien en l'existència d'un déu", mentre que el 27% va respondre que "creien en l'existència d'algun esperit o força de vida"; el 33% negava l'existència de qualsevol deïtat, esperit o força de vida. Tot i que només l'1% dels francesos són jueus, la comunitat jueva és la més gran d'Europa, amb 600.000 adherents. El nombre total de musulmans varia segons la font, tot i que el Ministeri de l'Interior va estimar el nombre total entre 5 i 6 milions.
| Religió                                                         | % dins la població francesa (2010) | % dins la població francesa (2010) |
| --------------------------------------------------------------- | ---------------------------------- | ---------------------------------- |
| Cristians (catòlics 41%, protestants 2%, "altres cristians" 1%) | 44                                 |                                    |
| Irreligiosos/ agnòstics                                         | 29                                 |                                    |
| Ateus                                                           | 13                                 |                                    |
| Islàmics                                                        | 2                                  |                                    |
| Budistes                                                        | 1                                  |                                    |
| Altres                                                          | 4                                  |                                    |
| No ho saben, no contesten                                       | 7                                  |                                    |